# ويليام مورتون (مغني أوبرا)
ويليام مورتون هو مغني أوبرا كندي، ولد في 27 سبتمبر 1912، وتوفي في 10 فبراير 1995.